# NKメタレゲBSI
NKメタレゲBSI（NK Metalleghe BSI）は、ボスニア・ヘルツェゴビナのボスニア・ヘルツェゴビナ連邦ヤイツェをホームタウンとするサッカークラブである。

## 歴史
2009年8月6日に創設された。
イタリアのメタレゲグループが所有するBSI Ltd. ヤイツェ社がクラブのメインスポンサーになり、2013-14シーズンにドルガ・リーガFBiH・西地域で優勝してプルヴァ・リーガFBiHに昇格、シーズン終了後に正式にメタレゲBSI (Metalleghe BSI) に改称された。
2014-15シーズンはプルヴァ・リーガFBiHで6位になり、2015-16シーズンに優勝してプレミイェル・リーガに初昇格した。2016-17シーズンは最終節まで残留争いを演じたが、1シーズンで降格することになった。

## 獲得タイトル
- プルヴァ・リーガFBiH：1回
  - 2015-16

- ドルガ・リーガFBiH：1回
  - 2013-14